# يانسن بايوتك
يانسن بايوتك أو جانسن بايوتك (بالإنجليزية: Janssen Biotech, Inc.) (سنتوكور سابقا (بالإنجليزية: Centocor Biotech, Inc.)) هي شركة تقانة حيوية تأسست في فيلادلفيا عام 1979.
كان هدف الشركة الأول عند تأسيسها هو تطوير فحوص تشخيصية جديدة تستعمل تقنية الجسم المضاد وحيد النسيلة.

## المنتجات
رخصت إدارة الغذاء والدواء الأمريكية أول منتج لسنتوكور عام 1984، وكان فحصا للكشف عن فيروس داء الكلب.
وفي عام 1998، رخصت إدارة الغذاء والدواء استعمال إنفليكسيماب (ريميكيد) في علاج داء كرون، ثم حصل على ترخيص استعماله في علاج التهاب المفاصل الروماتويدي والتهاب الفقار المقسط والتهاب المفصل في الصدفية والتهاب القولون التقرحي وأخير في عام 2006 رخص استعماله في علاج الصدفية اللويحية.
ومن الأدوية الأخرى، أبسيكسيماب (ريو برو) الذي يستعمل في رأب الوعاء (رأب الوعاء التاجي).
وفي عام 2009، رخص استعمال غوليموماب في علاج التهاب المفاصل. علما أن هذا الدواء قد طور بالتعاون مع ميداركس.

## روابط خارجية
- الموقع الأمريكي
- الموقع الهولندي